# Charavgí
Charavgí  är en ort i Grekland.   Den ligger i prefekturen Nomós Ioannínon och regionen Epirus, i den nordvästra delen av landet, 400 km nordväst om huvudstaden Aten. Charavgí ligger 461 meter över havet och antalet invånare är 175.
Terrängen runt Charavgí är kuperad åt nordost, men åt sydväst är den bergig. Runt Charavgí är det mycket glesbefolkat, med 7 invånare per kvadratkilometer. Närmaste större samhälle är Delvináki, 9,3 km nordost om Charavgí. I omgivningarna runt Charavgí växer i huvudsak blandskog.